# Hasesee (Bramsche)
Der Hasesee (auch Flutmulde Bramsche) ist ein Baggersee in Bramsche im Zentrum des Landkreises Osnabrück in Niedersachsen. Er weist eine Wasserfläche von 12,7 Hektar auf und dient dem Hochwasserschutz der Stadt Bramsche vor dem Fluss Hase.

## Beschreibung
Direkt am Rundweg sind ein Grillplatz, eine Volleyballanlage mit Sandstrand sowie eine Slackline gelegen. Für Kinder ist ein nicht mit dem See verbundenes Wasserspiel Anziehungspunkt. In der Nähe des Sees befinden sich ein Café und ein Hotel. Das südliche Seeufer grenzt direkt an das Krankenhaus Bramsche, so dass vielfach Patienten sich am See aufhalten.
Inzwischen hat sich der Hasesee immer mehr zu einem Naherholungsgebiet innerhalb des Stadtgebiets der Stadt Bramsche entwickelt. Naturnahe Gestaltung, Biotope und eine Insel, wo ab und zu Veranstaltungen stattfinden, wie beispielsweise Sportfeste, und ein Rundweg um den See herum mache den See zu einem wertvollen Erholungsbereich.
Seit einiger Zeit ist der See ein Angelsee und wird vom Sportfischereiverein „Frühauf“ Bramsche e.V. bewirtschaftet. Schwimmen ist nicht erlaubt.